# Cryptantha aspera
Cryptantha aspera là loài thực vật có hoa trong họ Mồ hôi. Loài này được (Phil.) J.Grau mô tả khoa học đầu tiên năm 1982.